# 佛德瑞克·施密特
佛德瑞克·施密特（英語：Frederick Schmidt，1984年—）是一位英国演员，曾出演《走過煉獄的女人》（2016）、《不可能的任務：全面瓦解》（2018）、《全面攻佔3：天使救援》（2019）、《不可能的任務：致命清算 第一章》（2023）等电影。

## 职业
在其职业生涯中，他出演過许多英国电影，例如《不可能的任務：全面瓦解》（2018），這部電影的主演是湯姆·克魯斯。在《全面攻佔3：天使救援》（2019）中，他扮演韦德·詹宁斯（Wade Jennings）的助手。他还扮演過电视剧《女超人》中的角色Metallo，他還在電視劇《沉默的天使》中露過臉。